# フランチェスコ・ソンデーリ
フランチェスコ　ソンデーリ（Francesco Sondelli、1973年12月8日）はイタリアのナポリ出身。ロック・ミュージシャン、演奏者、シンガーソングライター、音楽プロデューサー、作曲家、起業家。
それから女優、モデル、シンガーのマリン・アッカーマンがリードボーカルのオルタナティヴ・ロックバンド、ペタルストーンズ(The Petalstones)の創立者であり、ギターリスト兼ボーカルを担当。
音楽楽器会社F-Pedals™の創立者、そしてチーフデザイナーでもある 。2013年、1926年に設立されたイタリアのサッカークラブ、SSCナポリの公式応援歌を制作した。

## 音楽活動
1997年にイタリア、ナポリにてバンド「Chao-Shi」を結成。バンドはEnciclopedia del Poprock Napoletanoのリストを獲得し、1998年にMTV Axe音楽賞を受賞した。2001年にバンドメンバーとともにロサンゼルスに拠点を移し、バンド名を「Ozono」に変更。
2003年、ソンデーリはマリン・アッカーマンをバンドの共同リードシンガーに迎え、バンドは「The Petalstones」に名前を変更した。
2005年8月にデビューアルバム「スタング（Stung)」を発売。２年間の活動を行ったものの、2007年にバンドは解散。
その後、ソロ活動を開始し、2007年に初のソロアルバム「ディスオーディナリー(Disordinary)」を発売。アルバムは、巨匠エディ・クレイマーを迎えて作成された。アーティスト活動のほか、作曲、プロデュースにも力を入れ、イタリアを初めとし、メキシコ、グアテマラ、プエルトリコとインターナショナルなプロジェクトに参加している。エドニータ・ナサリオの2009年にリリースしたアルバム「Soy」に楽曲を提供し、アルバムはアメリカのトップラテンアルバムチャート、ラテンポップアルバムチャート、プエルトリコトップアルバムで１位にランクされ、ビルボードは「2010年No. 1ラテンポップアルバム」にこの作品をノミネートした。
2013年、SSCナポリの会長アウレリオ・デ・ラウレンティスに依頼され、SSCナポリの公式応援歌の制作を手掛けた。ソンデーリは、伝統的なナポリの民謡である「’O surdato ’nnammurato（恋する兵士）」のコーラスの部分を使用し、アレンジを加えて、サッカークラブのために新しい公式応援歌を作り上げた。

## ディスコグラフィー

### ペタルストーンズ(The Petalstones)
- 2005年-デビューアルバム「スタング（Stung)」（Hailstone Music、2005年8月17日リリース）[5]

### フランチェスコ(FRANCESCO)
- 2007年-ソロアルバム「ディスオーディナリー(Disordinary)」（Francesco、2006年12月8日リリース）[6]
- 2009年-シングル「Dentro De Mi」（F-Vision LLC、2009年）※デジタルのみ　[7]
- 2011年-シングル「Rey」（F-Vision LLC、2011年）、「Vivo」（F-Vision LLC、2011年）※デジタルのみ　[8]

## その他の活動
音楽活動の傍ら、慈善活動にも力を入れ、2009年からReEvolutionプロジェクトを開始。エコバンドとして知られるイタリアのグループ、Capone & Bungt Bangtと曲を作り、曲の売上はすべて「Mani Tese」という世界各地で維持可能な開発プロジェクトをサポートする非営利の団体に寄付された。その他、ギターペダルの会社「F-Pedals」を立ち上げ、ワイヤレスで使用可能なペダルを開発。